# Russell Maryland
Pour les articles homonymes, voir Maryland (homonymie).
College Football Hall of Fame 2011
(en) Statistiques sur pro-football-reference
Russell Maryland (né le 22 mars 1969 à Chicago dans l'État d'Illinois aux États-Unis) est un joueur américain de football américain qui évoluait au poste de defensive tackle.
Il a évolué au niveau universitaire avec les Hurricanes de Miami et a remporté avec l'équipe à deux reprises le championnat de la NCAA (1987 et 1989). À sa dernière saison, en 1990, il est nommé dans l'équipe All-America et remporte le Trophée Outland du meilleur joueur de ligne intérieure au sein du football universitaire.
Il est choisi par les Cowboys de Dallas au tout premier rang de la draft 1991 de la NFL. Il remporte trois fois le Super Bowl avec les Cowboys durant son passage de cinq saisons avec l'équipe. Il a également été sélectionné pour le Pro Bowl pour la saison 1993. Il joue ensuite avec les Raiders d'Oakland puis les Packers de Green Bay avant de se retirer au terme de la saison 2000.
Il est introduit au College Football Hall of Fame en 2011.